# Ункай-Мару № 6
Ункай-Мару № 6 (Unkai Maru No 6) — судно, яке взяло участь у операціях японських збройних сил на Каролінських островах.
Судно спорудили як SS Venus в 1905 році на британській верфі William Gray & Co у Хартлпулі для Cornhill S.S. У 1913 році судно було придбане компанією Leander S.S., з 1920-го стало власністю Thompson Steamshipping, а в 1921-му перейшло до японської Nakamura Seishichiro (з 1927-го Nakamura Gumi, з 1937-го Nakamura Kisen), котра змінила назву на Ункай-Мару № 6.
5 січня 1944 року судно зафрахтував (за іншими даними — реквізував) Імперський флот Японії. 20 січня «Ункай-Мару № 6» вийшло у складі конвою № 3120 з Йокосуки на атол Трук у центральній частині Каролінських островів (тут ще до війни створили потужну базу японського ВМФ, з якої до лютого 1944 року провадились операції у цілому ряді архіпелагів). 4 лютого конвой прибув до пункту призначення.
17 лютого 1944 року по Труку завдало потужного удару американське авіаносне угруповання (операція «Хейлстоун»), яке змогло знищити у цьому рейді кілька бойових кораблів та близько трьох десятків інших суден. «Ункай-Мару № 6» було уражене у двох місцях літаками з авіаносця USS Essex та накренилось. Пізніше того ж дня пілот з авіаносця USS Yorktown досягнув влучання 454-кг бомбою, що викликало велику пожежу. Вранці 18 лютого «Ункай-Мару № 6», яке все ще горіло, було знову атаковане літаками USS Essex. Унаслідок кількох близьких розривів судно отримало додаткові пошкодженні та затонуло. Під час атак загинуло 3 члену екіпажу.
«Ункай-Мару № 6» лягло на дно на глибині від 24 до 40 метрів. Дайвери, що спускались до решток судна, встановили, що його трюми пусті, а на носу змонтована захисна 76-мм гармата.